# Canadian Caper

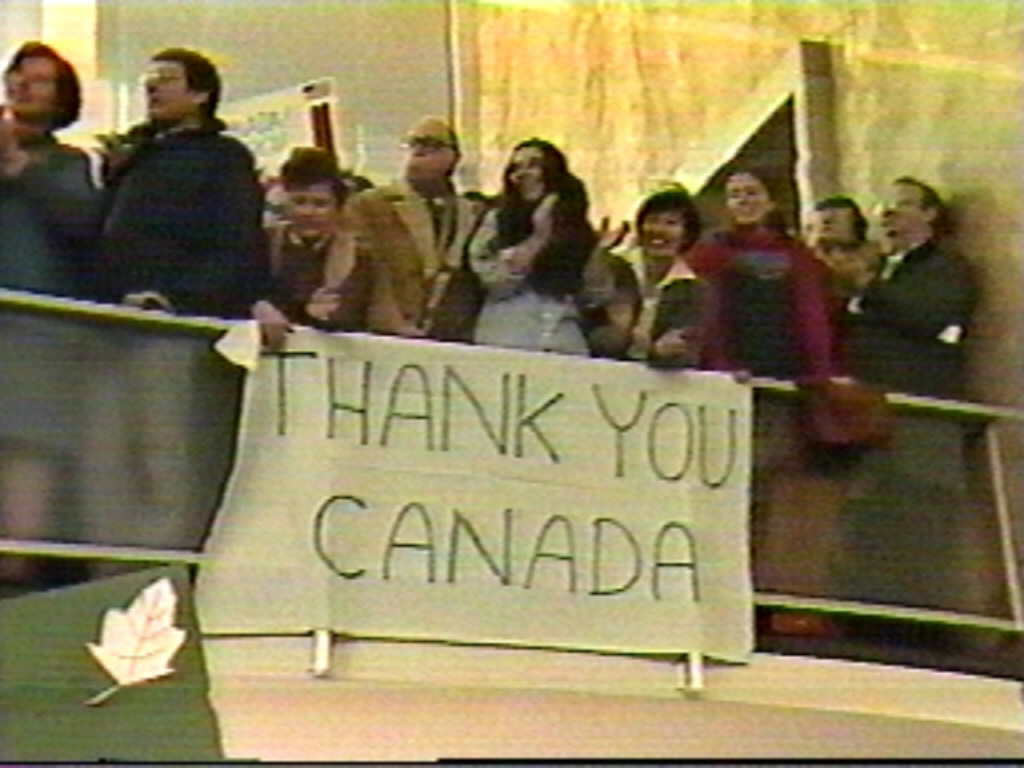
Reféns agradecendo o Canadá

Canadian Caper é o nome popular dado aos acontecimentos ocorridos no início da Crise dos reféns americanos no Irã, dentro da embaixada canadense em Teerã; o plano secreto articulado pelo governo canadense e a CIA, e por fim, o resgate dos funcionários da embaixada norte-americana que trabalhavam no Irã. Os fatos ocorreram entre 4 de novembro de 1979 a 27 de janeiro de 1980.
Após a invasão da embaixada norte-americana pela população iraniana, em novembro de 1979, seis funcionários conseguiram fugir e esconderam-se na embaixada do Canadá. Para a extração destes funcionários do Irã, a Agência Central de Inteligência e o governo canadense elaboraram um ousado plano de fuga, que constituiu na produção inicial de um filme canadense de ficção intitulado "Argo", com roteiro, storyboard e cartaz. O encarregado para realizar a operação, foi o agente Tony Mendez, da CIA. 
Já em solo iraniano, Mendez articulou com Kenneth Douglas Taylor e John Vernon Sheardown os planos finais para enganar o novo governo islâmico teocrático que se instalava no país. Na posse de passaportes falsos e documentos de entrada e saída do país, o plano tinha como objetivo, mostrar que uma equipe de produção cinematográfica, constituída de seis canadenses, um sul-americano e um irlandês, tinham entrado no Irã para procurar locações para um filme de ficção. Após este trabalho, todos voltariam para o Canadá. 
A operação foi considerada satisfatória, quando toda a equipe apanhou o voo da Swissair, de Teerã para Zurique, no aeroporto de Mehrabad no dia 27 de janeiro de 1980.
Os fatos da Canadian Caper são retratados no filme para televisão Escape from Iran: The Canadian Caper de 1981 e no filme Argo, de 2012, do diretor Ben Affleck.